# Maria Roga-Skąpska
Maria Roga-Skąpska (ur. 15 grudnia 1932 w Rudzie Śląskiej, zm. 31 grudnia 1984 w Krakowie) – polska artystka, graficzka, malarka, projektantka witraży. Zaprojektowała witraże do ok. 30 kościołów. Tworzyła również mozaiki.

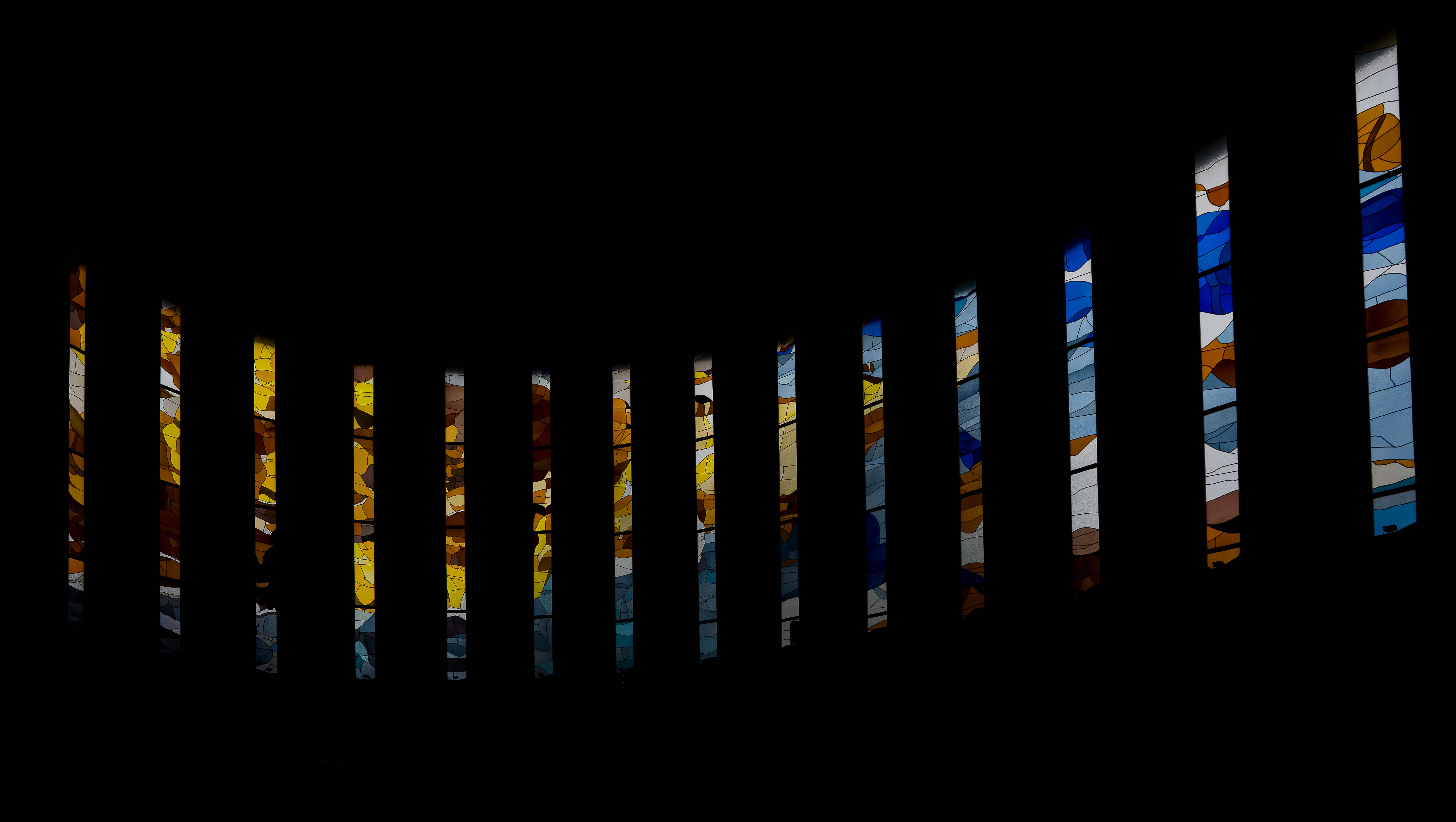
Fragment witrażu w kościele Ducha Świętego w Chorzowie

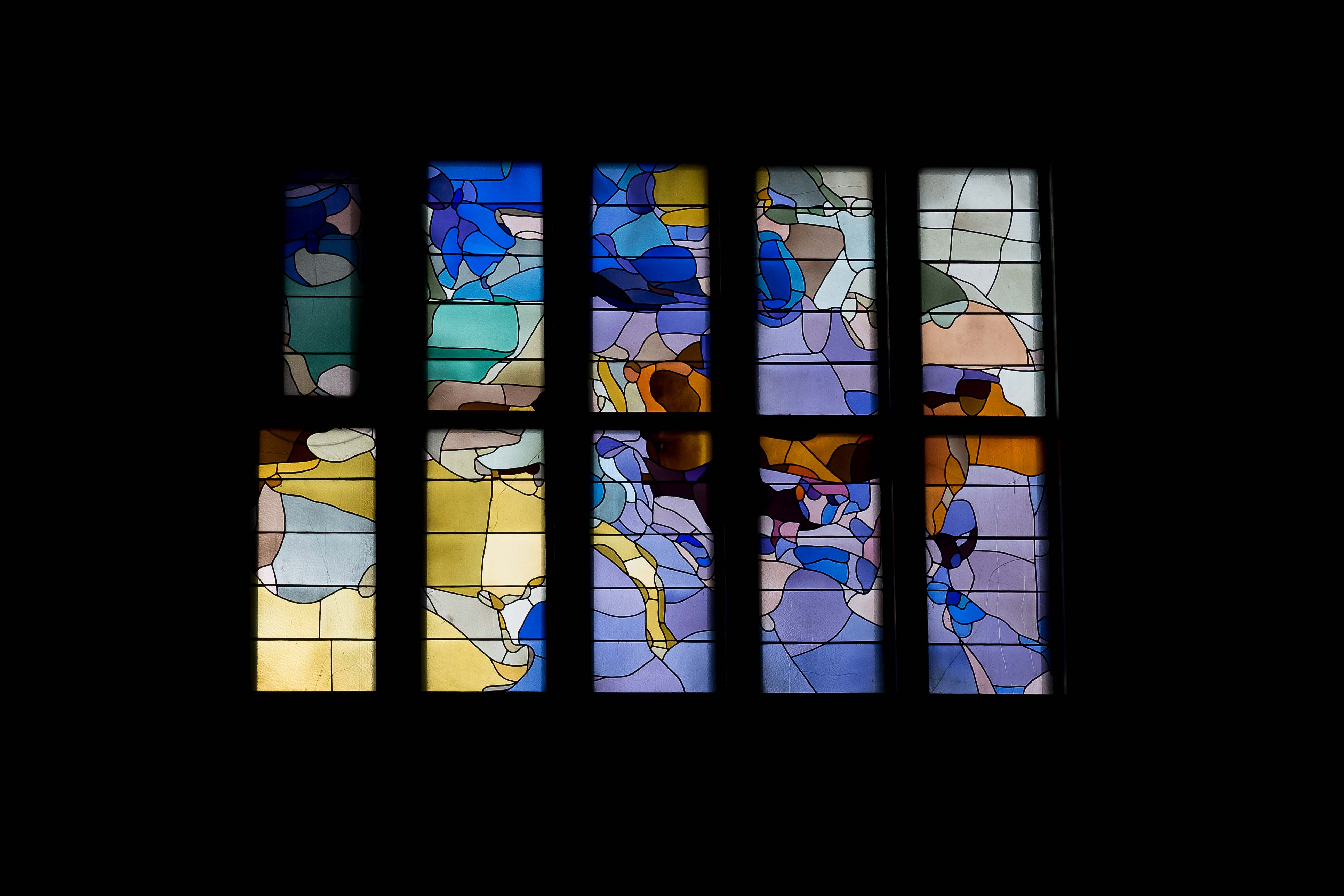
Witraż w kościele Opatrzności Bożej w Warszawie

## Życiorys
Urodziła się w 15 grudnia 1932 roku w Rudzie Śląskiej jako Maria Roga. Była córką chemika i profesora Politechniki Wrocławskiej, Błażeja Rogi oraz Zofii z Porczyńskich, lekarki stomatolog kierowniczki ZOZ w Katowicach.
Ojciec Marii, Błażej Roga został delegowany w 1932 roku na kierownika koksowni „Walenty” w Rudzie Śląskiej – tam zamieszkali Rogowie i tam urodziła się Maria Roga. Wojnę i Powstanie Warszawskie Rogowie spędzili w Warszawie, gdzie matka Marii, Zofia Roga (pseudonim AK „Bakcyl”) prowadziła Szpital Polowy. Po wojnie Błażej Roga został powołany na stanowisko naczelnego dyrektora Zjednoczenia Przemysłu Koksochemicznego w Zabrzu (do 1949), więc Rogowie zamieszkali w Zabrzu, gdzie Maria chodziła do gimnazjum. W następnych latach rodzina przeniosła się do Katowic – dlatego artystka zaczynała karierę artystyczną na Śląsku i tam zrealizowane zostało gros jej witraży.
Roga studiowała grafikę w Akademii Sztuk Pięknych w Krakowie, uzyskując dyplom na Wydziale Grafiki u prof. Ludwika Gardowskiego w 1956 roku. Studiowała również na Wydziale Malarstwa, m.in. u prof. Jerzego Fedkowicza.
Po okresie „praktyki” w projektowaniu witraży u wykładowcy liternictwa na ASP w Krakowie, Adama Stalony-Dobrzańskiego, od 1964 roku projektowała witraże, które zobaczyć można w kościołach w Gdyni i Świnoujściu, Warszawie i Wąchocku, Orońsku, Mogile, Drogomyślu, Woli Filipowskiej, Bystrej k. Bielska-Białej, Ustroniu, Wiśle i in. Witraż jej projektu o największej powierzchni, obejmujący cały kościół, znajduje się w kościele Ducha Świętego w Chorzowie. Wykonywała też mozaiki i płaskorzeźby ceramiczne (Paryż, Siedlce, Łysa Góra, Kraków). Zaprojektowała witraże i mozaiki do ok. 30 kościołów. Jeden z witraży, w kościele Matki Boskiej Częstochowskiej w Drogomyślu, zaprojektowała wspólnie z mężem. Wspólnego projektu witrażu w Gdyni nie zdążyła dokończyć.
Jej mężem był Jerzy Skąpski, grafik, malarz i projektant witraży, redaktor graficzny Tygodnika Powszechnego.
Zmarła 31 grudnia 1984 roku w Krakowie.

## Twórczość

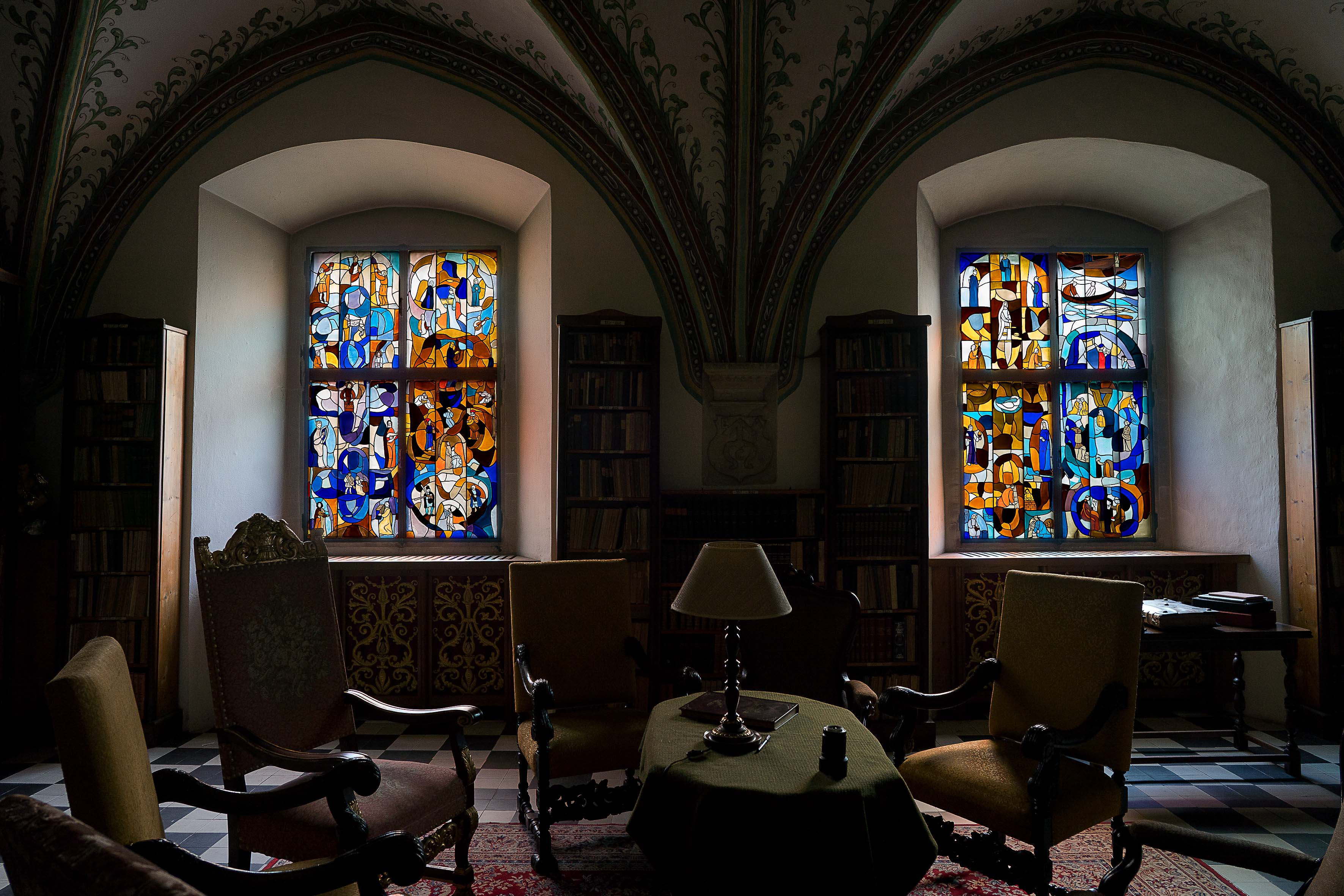
Witraże w bibliotece Opactwa Cystersów w Mogile

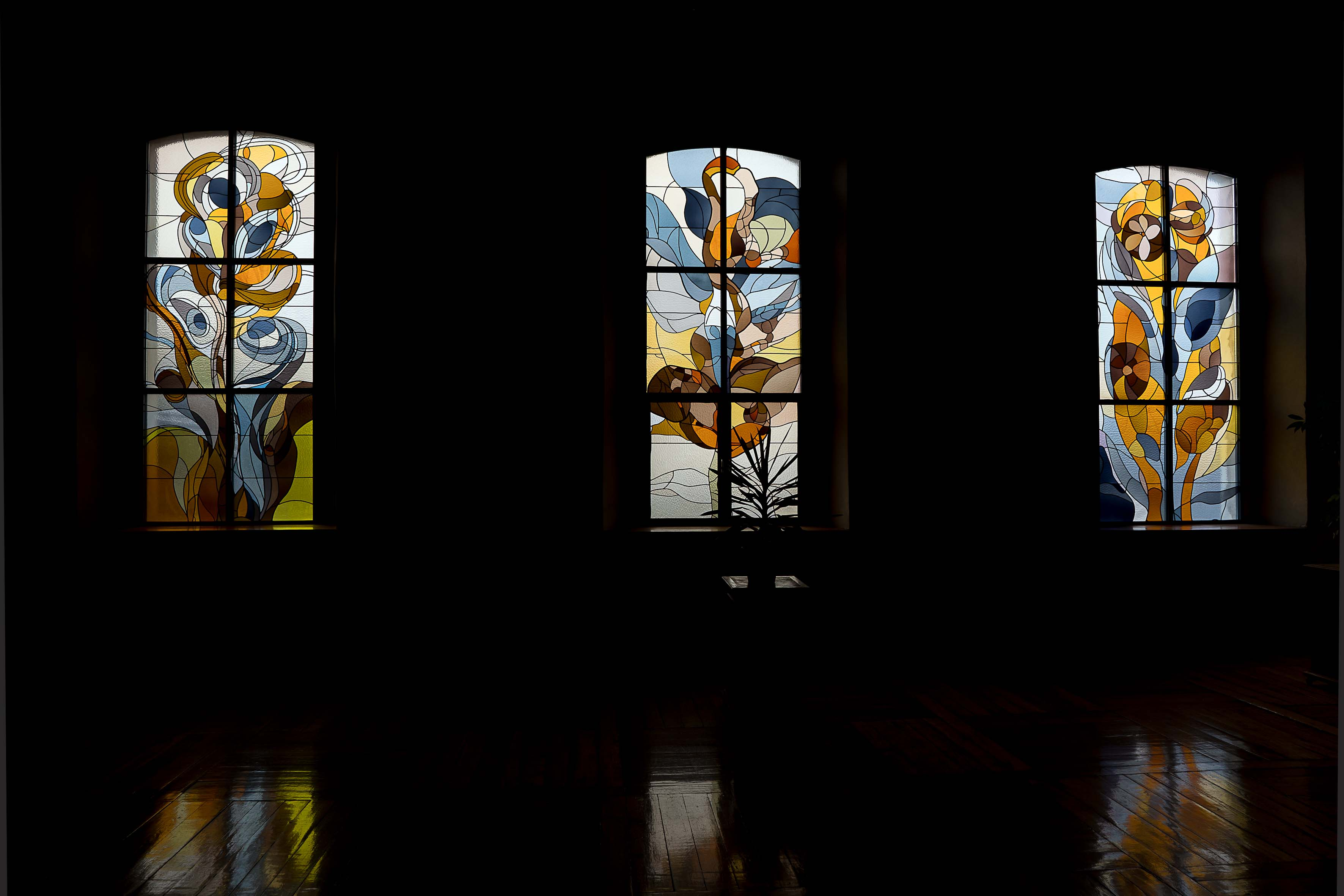
Witraże w sali św. Bernarda w Opactwie Cystersów w Mogile

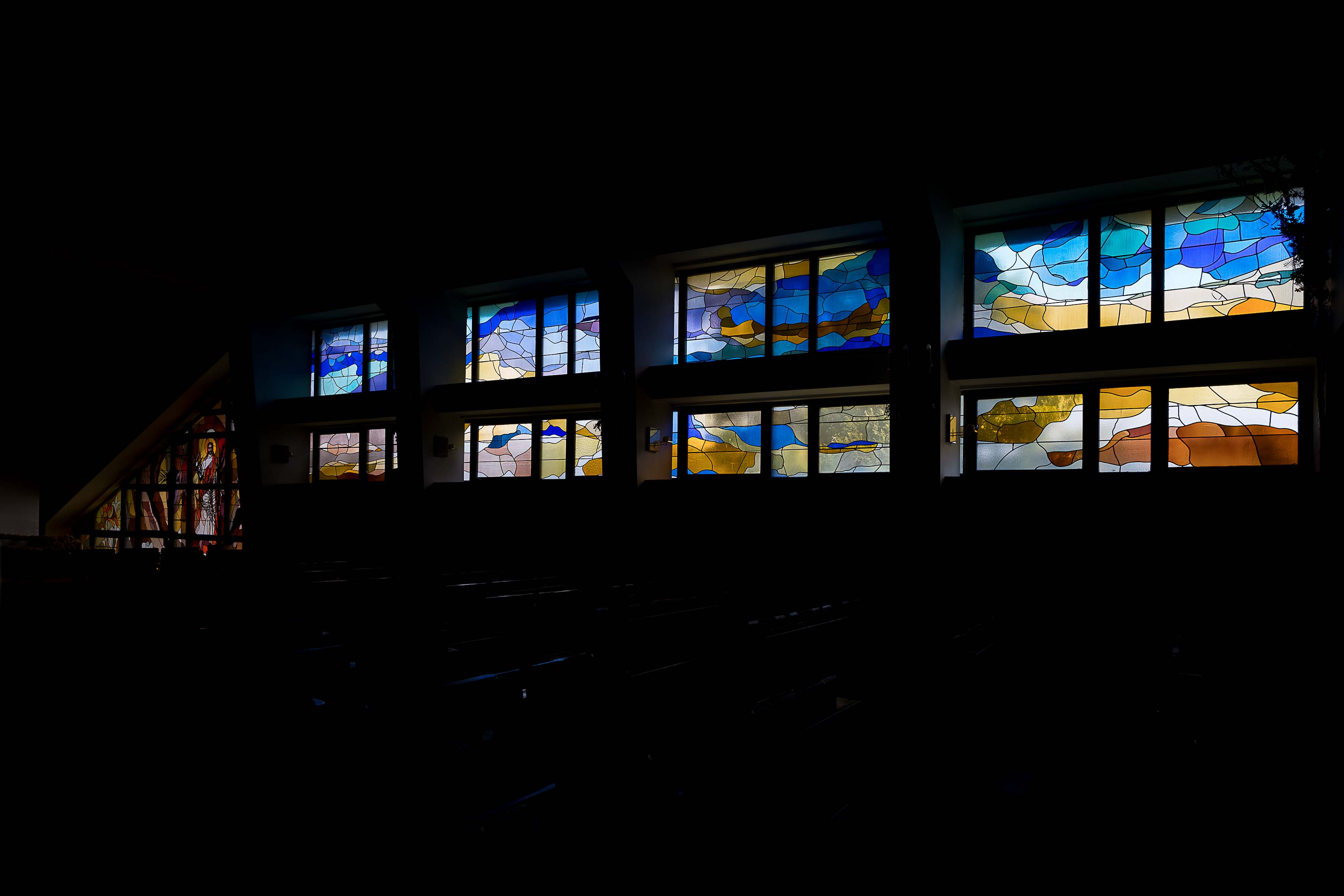
Witraże abstrakcyjne w kościele w Bystrej k. Bielska Białej

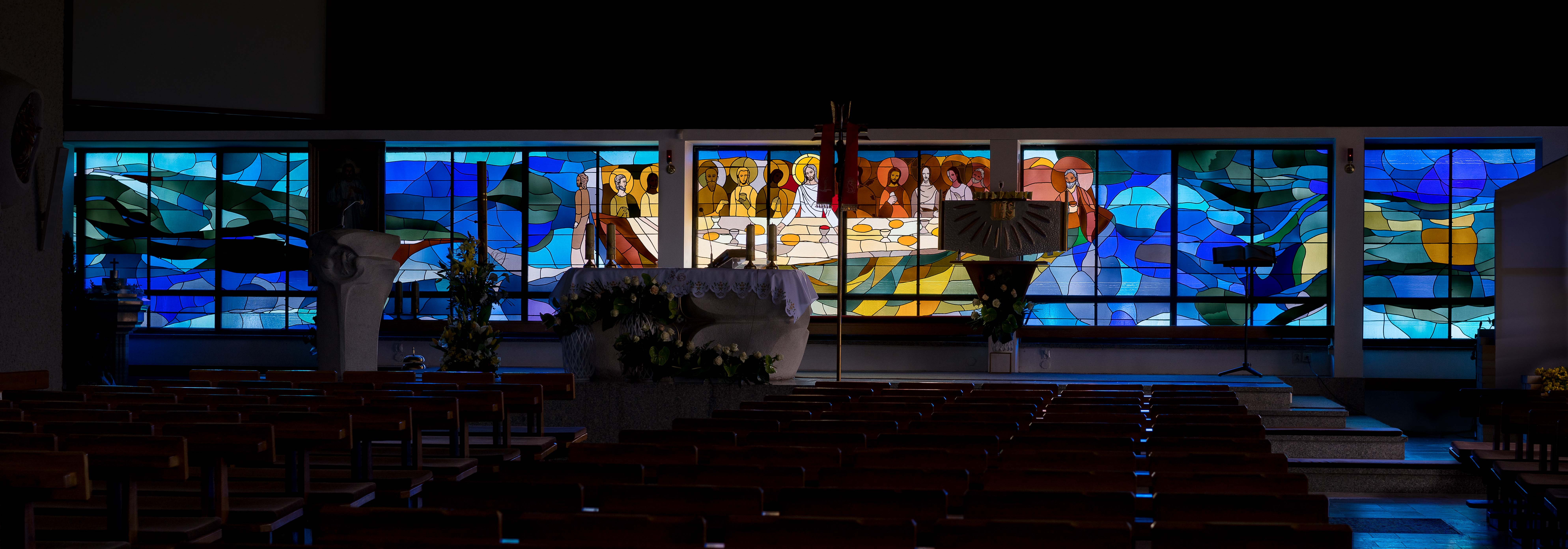
Witraż w kościele w Bystrej k. Bielska Białej

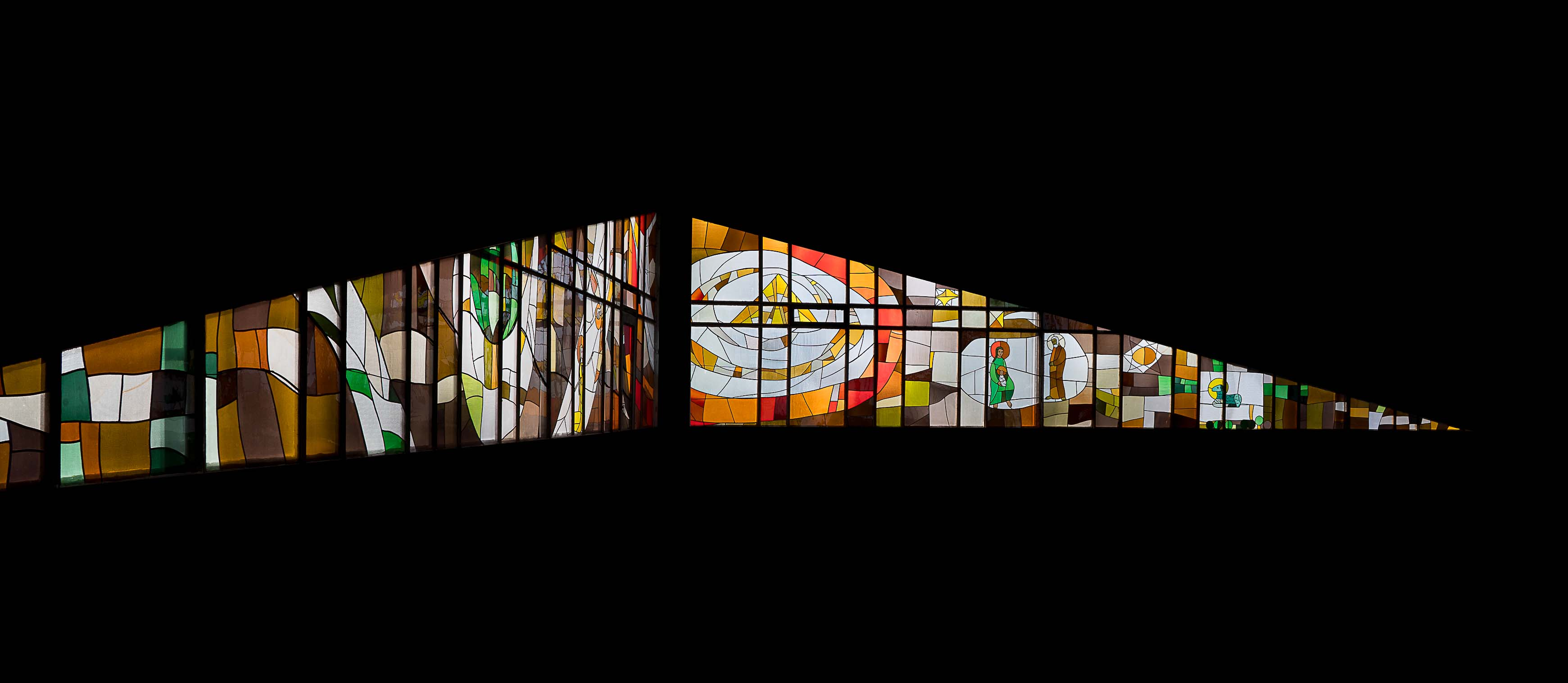
Witraż pt. „Przyjście”, kościół Matki Bożej Częstochowskiej w Drogomyślu

### Wystawy
- Wystawa indywidualna, BWA w Katowicach, 1959;
- Wystawa indywidualna, BWA w Katowicach, 1961;
- Wystawa małych form mozaikowych w Krakowie, 1962;
- Wystawa Sztuki Sakralnej we Wrocławiu, 1964;
- Witraż na wystawie w Międzynarodowym Biennale Christlicher Kunst w Salzburgu, 1966;
- Wystawa indywidualna projektów i realizacji witraży w Bratysławie, 1978;
- Wystawa indywidualna projektów i realizacji witraży w Krakowie, galeria Sztuki Zakładów Artystycznych ART, ZPAP, Floriańska 34, 1978;
- Wystawa indywidualna witraży, BWA Kraków, 1981;
- IV Wystawa Współczesnej Sztuki Religijnej, 1982.

### Realizacje witraży
- 1964 – Cholewiana Góra k. Niska w diec. Przemyskiej, kościół Niepokalanego Serca NMP; 2 okna na chórze, od strony zachodniej, na fasadzie kościoła;
- 1964 – Morgi k. Mysłowic, Kościół p.w św Jacka;
- 1964-1966 – Lutcza k. Rzeszowa, kościół Wniebowzięcia NMP – 14 okien zachodnich o wymiarze 343 x 95cm;
- 1967–1969 – Klasztor Dominikanów w Jarosławiu – Bazylika Matki Bożej Bolesnej – dwa okna w prezbiterium i jedno nad chórem muzycznym;
- 1967 – Pruchna, kościół parafialny p.w. św Anny, Śląsk, (dwa witraże w prezbiterium, pozostałe w nawach);
- 1967–1970 – Drogomyśl, kościół Matki Boskiej Częstochowskiej projektu Stanisława Kwaśniewicza, 3 okna, 30m2 od południowej i 180m2 od strony północnej, to drugie we współpracy z Jerzym Skąpskim, trzecie duże w kaplicy od wschodu[13];
- 1969-1975 – Chorzów, kościół św. Ducha, 43 okna wokół kościoła;
- Ustroń – Kościół św Klemensa – nad ołtarzem przedstawienie Ducha Św., dwa w transepcie;
- 1974 – Wisła, kościół Wniebowzięcia Najświętszej Marii Panny, cztery witraże;
- 1974–1978 – Mogiła, Opactwo Cystersów, (katakumby – sześć witraży (1974), biblioteka ufundowana przez opata Erazma Ciołka w pierwszej połowie XVI wieku – dwa witraże (1978)[14] i sala św. Bernarda – dziewięć witraży, osiem po stronie południowej, jeden po stronie zachodniej (1974-75);
- 1975 – Melton Mowbray, Bł. O. Maksymilian Kolbe – projekt witraża dla kościoła w Melton Mowbray pod Londynem;
- 1975–1976 – Ruda Śląska, Wirek, kościół p.w. św. Andrzeja Boboli, boczne witraże;
- 1978 – Gdynia, Kościół Matki Bożej Nieustającej Pomocy i św. Piotra Rybaka oo. Redemptorystów w Gdyni, 8 okien południowo-wschodnich p.t. „Wybuch pramaterii”;
- 1978-79 – Raciborowice k. Krakowa, gotycki kościół p.w. św. Magdaleny, tzw. Kościół Długoszowy;
- Proj. 1979 – Wąchock, Opactwo Cystersów, witraż środkowy: Rozmnożenie chleba, witraże boczne: Św Benedykt i Św Bernard oraz herby cysterskie;
- ok. 1979 – Wrzosowa, kościół p.w.Najświętszego Ciała i Krwi Chrystusa projektu Stanisława Kwaśniewicza i Mariana Ficenesa, na planie trójkąta. Trzy witraże, po jednym w każdym kącie;
- Wysowa – Drewniany kościół NMP Wniebowziętej z początku XX w.;
- Bystrzyca – Parafia pw. św. Franciszka z Asyżu w Bystrzycy, powiat ropczycko-sędziszowski, województwo podkarpackie, trzy okna od wschodu, trzy od zachodu i dwa od północy;
- Świnoujście, Parafia Rzymskokatolicka p.w. MB Gwiazdy Morza Stella Maris, trzy okna zachodnie, trzy wschodnie i jedno północne za ołtarzem („Matka Boska Gwiazda Morza”), które zostało wymienione z okazji roku maryjnego na oryginalny, 19-wieczny witraż;
- Oleśnica – Kościół Wniebowzięcia NMP (świętokrzyskie), okna w ścianach południowej, północnej oraz wschodniej (za ołtarzem);
- 1978–1979 – Siedliska II, kościół p.w. Matki Bożej Królowej Pokoju (lubelskie) – arch. Grzegorz Chruścielewski z Warszawy, od południa duże okna (Święci polscy), od północy droga krzyżowa;
- ok. 1981 – Bystra k. Bielska, kościół p.w. Krwi Pana Jezusa Chrystusa w Bystrej projektu Stanisława Kwaśniewicza. Witraż panoramiczny z ostatnią wieczerzą od północy, z Chrystusem zmartwychwstałym od wschodu, abstrakcyjnym ciągiem kompozycyjnym również od wschodu, oraz trzy abstrakcyjne okna w jedynej pozostałej ścianie po rozbudowanej kaplicy;
- 1982–1988 – Warszawa, Kościół Opatrzności Bożej (Rakowiec), (część witraży realizowana pośmiertnie);
- 1983–1984 – Wola Filipowska, Kościół Św. Maksymiliana Kolbe;
- 1984 – Orońsko, Kościół Wniebowzięcia NMP projektu W. Pieńkowskiego – 2 duże okna i 25 małych w ścianie zachodniej[15];
- 1984–1987 – Łysa Góra, Kościół MB Nieustającej Pomocy – (realizacja pośmiertnie)[16].

### Mozaiki i ceramika
- 1968 – Paryż, mozaiki Droga Krzyżowa, kaplica Éditions du Dialogue o.o. Pallotynów;
- ca 1972 – Siedlce, Kaplica SS. Benedyktynek, Droga Krzyżowa;
- ca 1982 – Kraków, ceramiczna rama płaskorzeźbiona w kaplicy SS. Urszulanek;
- 1983 – Łysa Góra, ceramiczna rama płaskorzeźbiona w kościele parafialnym Matki Bożej Nieustającej Pomocy;
- 1984 – diec. Lubaczowska, ceramiczna, reliefowa Droga Krzyżowa.